# Brașov Challenger 2007
Il Brașov Challenger 2007 è stato un torneo di tennis facente parte della categoria ATP Challenger Series nell'ambito dell'ATP Challenger Series 2007. Il torneo si è giocato a Brașov in Romania dal 3 al 9 settembre 2007 su campi in terra rossa.

## Vincitori

### Singolare
Máximo González ha battuto in finale  Olivier Patience con il punteggio di 6–4, 6–3

### Doppio
Florin Mergea /  Horia Tecău hanno battuto in finale  Adrian Cruciat /  Marcel-Ioan Miron con il punteggio di 5–7, 6–3, [10-8]